# 대니엘 로이드
대니엘 로이드(Danielle Lloyd, 옛 이름 오하라(O'Hara), 1983년 12월 16일 ~ )는 잉글랜드의 모델이다.